# Samsung Gear VR
Samsung Gear VR és un dispositiu de realitat virtual Head-mounted display desenvolupat per Samsung Electronics en col·laboració amb Oculus VR.